# Réjean Hinse
Réjean Hinse est un homme québécois qui reçoit en 2011 une importante compensation puisqu'il a été une victime d'erreur judiciaire au Canada.
En 1964, Hinse est trouvé coupable du violent vol à main armée d'un couple de Mont-Laurier le 14 décembre 1961. Condamné à 15 ans de prison, Hinse purge 5 années d'emprisonnement au pénitencier de Saint-Vincent-de-Paul en banlieue de Montréal avant d'être libéré sur parole en 1969. 
Ce n'est qu'en 1989 que les efforts déployés depuis des années convainquent la police de se pencher sur son cas. En 1991, la Cour d'appel du Québec casse le verdict de culpabilité prononcé contre Réjean Hinse 30 années plus tôt. La Cour suprême, à son tour, acquitte Hinse en 1997. En avril 2011, l'homme âgé de 73 ans reçoit 8,6 millions de dollars au terme d'une poursuite au civil contre le gouvernement du Canada. Ce jugement sera cassé par la CSC.Il en était venu auparavant à un accord avec le gouvernement du Québec, qui lui octroie 4,5 millions de dollars, pour le traumatisme subi. Ces 13 millions représentaient la plus importante compensation de la sorte au Canada, devant les 10 millions reçus par David Milgaard, dont des tests d'ADN ont permis de prouver son innocence en 1999, 30 ans après qu'il fut faussement prononcé coupable du meurtre d'une infirmière en Saskatchewan.
Réjean Hinse, un ouvrier, est aujourd'hui à la retraite.